# UNITER 1999-2000
Ediția a IX-a a Premiilor UNITER a avut loc în 2000 la Teatrul Național din București.

## Nominalizări și câștigători

### Cea mai bună piesă românească a anului 1999
- Apocalipsa gonflabilă de Saviana Stănescu – reprezentată la Teatrul Ariel Târgu Mureș[1]